# Michal Desenský
Michal Desenský (ur. 1 marca 1993 w Hradcu Králové) – czeski lekkoatleta, sprinter, medalista halowych mistrzostw Europy w 2021.

## Osiągnięcia sportowe
Odpadł w półfinale biegu na 200 metrów, a sztafeta 4 × 100 metrów z jego udziałem nie ukończyła biegu eliminacyjnego na mistrzostwach świata juniorów w 2012 w Barcelonie. Zajął 5. miejsce w sztafecie 4 × 100 metrów i 6. miejsce w sztafecie 4 × 400 metrów na młodzieżowych mistrzostwach Europy w 2013 w Tampere. Na mistrzostwach Europy w 2014 w Zurychu zajął 7. miejsce w sztafecie 4 × 400 metrów.
Zdobył srebrny medal w sztafecie 4 × 100 metrów, a także zajął 4. miejsce w sztafecie 4 × 400 metrów i odpadł w eliminacjach biegu na 400 metrów na młodzieżowych mistrzostwach Europy w 2015 w Tallinnie. Na mistrzostwach Europy w 2016 w Amsterdamie zajął 4. miejsce w sztafecie 4 × 400 metrów. Zajął 5. miejsce w sztafecie 4 × 400 metrów na halowych mistrzostwach świata w 2018 w Birmingham. Odpadł w eliminacjach biegu na 400 metrów i zajął 7. miejsce w finale sztafety 4 × 400 metrów na mistrzostwach Europy w 2018 w Berlinie. Na mistrzostwach świata w 2019 w Dosze odpadł w eliminacjach męskiej sztafety 4 × 400 metrów.
Zdobył srebrny medal w sztafecie 4 × 400 metrów (w składzie: Vít Müller, Pavel Maslák, Desenský i Patrik Šorm) na halowych mistrzostwach Europy w 2021 w Toruniu. Odpadł w eliminacjach sztafety 4 × 400 metrów na igrzyskach olimpijskich w 2020 w Tokio. Zajął 8. miejsce w finale tej konkurencji na mistrzostwach świata w 2022 w Eugene. Sztafeta czeska ustanowiła wówczas rekord kraju z czasem 3:01,63.
Był wicemistrzem Czech w biegu na 200 metrów w 2015 i w biegu na 400 metrów w 2020 oraz brązowym medalistą w biegu na 400 metrów w 2016 i 2018. W hali był mistrzem Czech w biegu na 400 metrów w latach 2016–2018, wicemistrzem na tym dystansie w 2020 oraz brązowym medalistą w tej konkurencji w 2019.

## Rekordy życiowe
Rekordy życiowe Desenskiego:
- bieg na 200 metrów – 21,19 s (4 lipca 2020, Praga)
- bieg na 200 metrów (hala) – 21,21 s (7 lutego 2016, Praga)
- bieg na 400 metrów – 46,36 s (25 czerwca 2022, Hodonín)
- bieg na 400 metrów (hala) – 46,36 s (23 lutego 2020, Ostrawa)